# Kvalifikace na Mistrovství Evropy ve fotbale 1984 – skupina 6
Zápasy kvalifikační skupiny 6 na Mistrovství Evropy ve fotbale 1984 se konaly v letech 1982 a 1983. Z pěti účastníků si postup na závěrečný turnaj vybojoval vítěz skupiny.

## Tabulka
| Tým           | B  | Z | V | R | P | VG | IG |
| ------------- | -- | - | - | - | - | -- | -- |
| SRN           | 11 | 8 | 5 | 1 | 2 | 15 | 5  |
| Severní Irsko | 11 | 8 | 5 | 1 | 2 | 8  | 5  |
| Rakousko      | 9  | 8 | 4 | 1 | 3 | 15 | 10 |
| Turecko       | 7  | 8 | 3 | 1 | 4 | 8  | 16 |
| Albánie       | 2  | 8 | 0 | 2 | 6 | 4  | 14 |

## Zápasy
| 22. září 1982                                               |     |         |                                                                              |
| Rakousko                                                    | 5:0 | Albánie | Gerhard Hanappi Stadium, Vídeň diváci: 10 000 rozhodčí: Yordan Zhezhov (BUL) |
| Hagmayr 24', 66' Gasselich 40' Kola 63' (vl.) Brauneder 81' |     |         | Gerhard Hanappi Stadium, Vídeň diváci: 10 000 rozhodčí: Yordan Zhezhov (BUL) |

| 13. října 1982    |     |               |                                                                    |
| Rakousko          | 2:0 | Severní Irsko | Praterstadion, Vídeň diváci: 21 000 rozhodčí: Valeri Butenko (URS) |
| Schachner 3', 39' |     |               | Praterstadion, Vídeň diváci: 21 000 rozhodčí: Valeri Butenko (URS) |

| 27. října 1982 |     |         |                                                                        |
| Turecko        | 1:0 | Albánie | İzmir Alsancak Stadium, İzmir diváci: 20 000 rozhodčí: Ioan Igna (ROU) |
| Kocabiyik 86'  |     |         | İzmir Alsancak Stadium, İzmir diváci: 20 000 rozhodčí: Ioan Igna (ROU) |

| 17. listopadu 1982                                |     |         |                                                                                   |
| Rakousko                                          | 4:0 | Turecko | Gerhard Hanappi Stadium, Vídeň diváci: 14 000 rozhodčí: Aleksander Suchanek (POL) |
| Polster 10' Pezzey 34' Prohaska 38' Schachner 53' |     |         | Gerhard Hanappi Stadium, Vídeň diváci: 14 000 rozhodčí: Aleksander Suchanek (POL) |

| 17. listopadu 1982 |     |     |                                                                 |
| Severní Irsko      | 1:0 | SRN | Windsor Park, Belfast diváci: 30 000 rozhodčí: Rolf Nyhus (NOR) |
| Stewart 18'        |     |     | Windsor Park, Belfast diváci: 30 000 rozhodčí: Rolf Nyhus (NOR) |

| 15. prosince 1982 |     |               |                                                                |
| Albánie           | 0:0 | Severní Irsko | Qemal Stafa, Tirana diváci: 20 000 rozhodčí: André Daina (SUI) |
|                   |     |               | Qemal Stafa, Tirana diváci: 20 000 rozhodčí: André Daina (SUI) |

| 30. března 1983   |     |                               |                                                                        |
| Albánie           | 1:2 | SRN                           | Qemal Stafa, Tirana diváci: 25 000 rozhodčí: Gianfranco Menegali (ITA) |
| Targaj 82' (pen.) |     | Völler 53' Rummenigge 68' (p) | Qemal Stafa, Tirana diváci: 25 000 rozhodčí: Gianfranco Menegali (ITA) |

| 30. března 1983             |     |            |                                                                   |
| Severní Irsko               | 2:1 | Turecko    | Windsor Park, Belfast diváci: 20 000 rozhodčí: Alain Delmer (FRA) |
| M.O'Neill 5' McClelland 18' |     | Şengün 55' | Windsor Park, Belfast diváci: 20 000 rozhodčí: Alain Delmer (FRA) |

| 23. dubna 1983 |     |                                  |                                                                               |
| Turecko        | 0:3 | SRN                              | İzmir Alsancak Stadium, İzmir diváci: 75 000 rozhodčí: Vojtech Christov (TCH) |
|                |     | Rummenigge 30', 71' Dremmler 36' | İzmir Alsancak Stadium, İzmir diváci: 75 000 rozhodčí: Vojtech Christov (TCH) |

| 27. dubna 1983 |     |     |                                                                    |
| Rakousko       | 0:0 | SRN | Praterstadion, Vídeň diváci: 60 430 rozhodčí: Brian McGinlay (SCO) |
|                |     |     | Praterstadion, Vídeň diváci: 60 430 rozhodčí: Brian McGinlay (SCO) |

| 27. dubna 1983 |     |         |                                                                 |
| Severní Irsko  | 1:0 | Albánie | Windsor Park, Belfast diváci: 14 000 rozhodčí: Ib Nielsen (DEN) |
| Stewart 54'    |     |         | Windsor Park, Belfast diváci: 14 000 rozhodčí: Ib Nielsen (DEN) |

| 11. května 1983   |     |           |                                                                          |
| Albánie           | 1:1 | Turecko   | Qemal Stafa, Tirana diváci: 30 000 rozhodčí: Mircea-Lucian Salomir (ROU) |
| Çetiner 73' (vl.) |     | Tekin 34' | Qemal Stafa, Tirana diváci: 30 000 rozhodčí: Mircea-Lucian Salomir (ROU) |

| 08. června 1983 |     |                   |                                                                 |
| Albánie         | 1:2 | Rakousko          | Qemal Stafa, Tirana diváci: 25 000 rozhodčí: Laszlo Padar (HUN) |
| Targaj 84'      |     | Schachner 5', 58' | Qemal Stafa, Tirana diváci: 25 000 rozhodčí: Laszlo Padar (HUN) |

| 21. září 1983                            |     |               |                                                                       |
| Severní Irsko                            | 3:1 | Rakousko      | Windsor Park, Belfast diváci: 41 000 rozhodčí: Erik Fredriksson (SWE) |
| Hamilton 28' Whiteside 67' M.O'Neill 89' |     | Gasselich 83' | Windsor Park, Belfast diváci: 41 000 rozhodčí: Erik Fredriksson (SWE) |

| 05. října 1983                |     |          |                                                                         |
| SRN                           | 3:0 | Rakousko | Parkstadion, Gelsenkirchen diváci: 70 000 rozhodčí: Luigi Agnolin (ITA) |
| Rummenigge 3' Völler 18', 20' |     |          | Parkstadion, Gelsenkirchen diváci: 70 000 rozhodčí: Luigi Agnolin (ITA) |

| 12. října 1983 |     |               |                                                                                 |
| Turecko        | 1:0 | Severní Irsko | Ankara 19 mayıs Stadium, Ankara diváci: 38 000 rozhodčí: Romualdas Yushka (URS) |
| Terim 17'      |     |               | Ankara 19 mayıs Stadium, Ankara diváci: 38 000 rozhodčí: Romualdas Yushka (URS) |

| 26. října 1983                                          |     |            |                                                                              |
| SRN                                                     | 5:1 | Turecko    | Olympiastadion Berlín, Berlín diváci: 35 000 rozhodčí: Edvard Sostarić (YUG) |
| Völler 44', 65' Rummenigge 60', 74' (pen.) Stielike 66' |     | Sengün 69' | Olympiastadion Berlín, Berlín diváci: 35 000 rozhodčí: Edvard Sostarić (YUG) |

| 16. listopadu 1983        |     |                |                                                                               |
| Turecko                   | 3:1 | Rakousko       | Ali Sami Yen Stadium, Istanbul diváci: 34 000 rozhodčí: Roger Schoeters (BEL) |
| Tüfekçi 62' Yula 69', 76' |     | Baumeister 71' | Ali Sami Yen Stadium, Istanbul diváci: 34 000 rozhodčí: Roger Schoeters (BEL) |

| 16. listopadu 1983 |     |               |                                                                         |
| SRN                | 0:1 | Severní Irsko | Volksparkstadion, Hamburg diváci: 61 418 rozhodčí: Károly Palotai (HUN) |
|                    |     | Whiteside 50' | Volksparkstadion, Hamburg diváci: 61 418 rozhodčí: Károly Palotai (HUN) |

| 20. listopadu 1983        |     |            |                                                                                |
| SRN                       | 2:1 | Albánie    | Ludwigsparkstadion, Saarbrücken diváci: 40 000 rozhodčí: Anders Mattsson (FIN) |
| Rummenigge 23' Strack 79' |     | Tomori 22' | Ludwigsparkstadion, Saarbrücken diváci: 40 000 rozhodčí: Anders Mattsson (FIN) |